# Charles da Flauta
Charles Pereira Gonçalves (São Paulo-SP, 13 de agosto de 1973), mais conhecido como Charles Gonçalves ou ainda Charles da Flauta, é um flautista brasileiro, ganhador do Prêmio Sharp de Música em 1989.
Já tocou com Raphael Rabello, Dominguinhos e Altamiro Carrilho, seu mestre.

## Biografia
Nascido na periferia da cidade de São Paulo, ainda garoto perdeu a mãe e foi criado pelo pai, sempre com muita dificuldade financeira.
Autodidata, Charles aprendeu a tocar flauta ainda cedo. Percebendo a desenvoltura do filho no instrumento, seu pai formou um grupo de choro que se apresentava nas ruas do centro de São Paulo para tirar o sustento da família. Além de Charles, o grupo era formado por seu irmão gêmeo Reinaldo, que tocava pandeiro e violão, e Alex, o mais novo, o cavaquinho.
Aos 14 anos, seu talento chamou a atenção de uma gravadora, que resolveu apostar no garoto, lançando o álbum "Pinguinho de Gente" em 1988. O disco foi lançado sob o selo Ideia Livre, com distribuição comercial pela Polygram, hoje Universal Music, e patrocínio da Eletropaulo. Por conta desse trabalho, Charles foi contemplado com o Prêmio Sharp de Música em 1989. Nesta época, apresentou-se em diversos programas de televisão, como Faustão, Fantástico, Hebe, Xuxa, Jô Soares, entre outros, e participou da coletânea da Som Livre "Som Brasil", de 1989, tocando a música "Espinha de Bacalhau", de Severino Araújo. Também se apresentou na Holanda, patrocinado pela Unesco, e foi convidado para estudar música na Alemanha.
Às vésperas de viajar para a Alemanha, porém, Charles deixou-se levar pelo vício das drogas, chegando a morar na cracolândia. Segundo Charles, "as pessoas pensavam que eu estava fora do Brasil e deixaram de me procurar. Fiquei desanimado, comecei a não ir mais para a escola e a usar drogas. Experimentei crack e me perdi".
Depois de alguns anos longe da música, Charles participa em 2006 do álbum "Alessandro Penezzi", de Alessandro Penezzi, tocando na música "Amigos do Samba".

## Prêmios e Indicações
| Ano  | Prêmio                               | Categoria                                    | Resultado | Ref.  |
| ---- | ------------------------------------ | -------------------------------------------- | --------- | ----- |
| 1989 | II Prêmio Sharp de Música Brasileira | Categoria Instrumental - Revelação Masculina | Venceu    | [ 1 ] |

## Discografia
Solo
- 1988 - Pinguinho de Gente (creditado como "Charles Gonçalves")
- 2007 - Charles da Flauta e Alessandro Penezzi em Harmonia Selvagem (com Alessandro Penezzi)
- 2022 - Choro do Serrado

Participação em outros projetos
| Ano  | Álbum              | Banda/Artista      | Info                                                                                                   | Ref.   |
| ---- | ------------------ | ------------------ | --- | ------ |
| 1989 | Som Brasil         | Vários Artistas    | - Charles toca a música "Espinha de Bacalhau", de Severino Araújo - Creditado como "Charles Gonçalves" | [ 8 ]  |
| 2006 | Alessandro Penezzi | Alessandro Penezzi | Charles toca na música "Amigos do Samba"                                                               | [ 11 ] |

### Álbum "Pinguinho de Gente"
Pinguinho de Gente é o primeiro álbum de Charles da Flauta. Foi lançado em 1988 sob o selo Ideia Livre, com distribuição comercial pela Polygram, hoje Universal Music, e patrocínio da Eletropaulo. À época, o músico foi creditado como "Charles Gonçalves".
Por conta desse trabalho, Charles foi contemplado com o Prêmio Sharp de Música em 1989.

#### Faixas
| Lado A |                       |                   |         |  |
| N.º    | Título                | Compositor(es)    | Duração |  |
| 1.     | "Chorinho Antigo"     | Waldir Azevedo    |         |  |
| 2.     | "Bem-te-vi Atrevido"  | Lina Pesce        |         |  |
| 3.     | "Pinguinho de Gente"  | Altamiro Carrilho |         |  |
| 4.     | "Espinha de Bacalhau" | Severino Araújo   |         |  |
| 5.     | "Doce de Coco"        | Jacob do Bandolim |         |  |
| 6.     | "Ronda"               | Paulo Vanzolini   |         |  |

| Lado B |                         |                                                                |         |  |
| N.º    | Título                  | Compositor(es)                                                 | Duração |  |
| 7.     | "Sonoroso"              | K-Ximbinho, Del Loro                                           |         |  |
| 8.     | "Apanhei-te Cavaquinho" | Ernesto Nazareth                                               |         |  |
| 9.     | "Lamento"               | Pixinguinha                                                    |         |  |
| 10.    | "Primeiro Amor"         | Patápio Silva                                                  |         |  |
| 11.    | "Urubu Malandro"        | Tradicional. Adpt. Lourival de Carvalho "Louro", João de Barro |         |  |
| 12.    | "Valsinha"              | Chico Buarque, Vinicius de Moraes                              |         |  |

#### Ficha Técnica
| Créditos Musicais - Charles Gonçalves - Flauta - Evandro - Bandolim - Luisinho - Violão de 7 - Édson Alves - Violão - Lúcio França - Cavaquinho, Violão tenor - Fred e Jorginho Cebion - Ritmo | Equipe Técnica - Projeto e Coordenação Artistica: Aloísio Falcão - Direção Musical e Produção Executiva: Édson Alves |